# Геронтократія
Геронтокра́тія (англ. gerontocracy — «влада старців»; від грец. γέροντος — стара людина і κρατία — влада) — форма державного управління, в якій влада належить особам, що за віком перевершують основний вік працездатного населення країни.
Часто зустрічається в різноманітних політичних структурах, коли політична влада всередині панівного класу накопичується з віком, тому найстарші мають найбільшу владу. Ті, що мають владу не обов'язково займають формальні посади лідерів, проте часто домінують (керують) останніми.
Стабільність геронтократії для зовнішнього спостерігача сприймається як сила (міцність), яка є більш прийнятна для соціальних інститутів, пов'язаних із певними принципами (ідеологією), яка не змінюється з часом. Проте в тих соціальних інститутах, які мають справу зі швидкими змінами, доцільнішим є використання молодих лідерів.

## Геронтократія і дієздатність
З віком кожна людина набуває життєвого досвіду. Якщо людина не втрачає здатності до навчання новому, то вона з віком значно підвищує свій кругозір і загальний освітній рівень (крім професійного рівня)[джерело?].
Проте з віком кожну людину чекають певні негаразди, пов'язані зі здоров'ям. Більшість людей після 60-70 років починає втрачати не лише здоров'я, а й здатність об'єктивно оцінювати зовнішню ситуацію[джерело?].
Неадекватність реакції старої людини на різноманітні прояви соціального життя примусило суспільство запровадити інститут виходу на пенсію. Таким чином, держава вважає практично всіх пенсіонерів потенційно «недієздатними» членами суспільства, подібними до дітей, які є фактично недієздатними (до повноліття).
Політична діяльність не вимагає «фізичної праці» і великого фізичного навантаження. Тому в різноманітних політичних інститутах влади практично відсутній віковий ценз, оскільки «інтелектуальна праця» меншою мірою залежить від фізичного здоров'я. Проте відсутність об'єктивної методики оцінки інтелекту може призвести до того, що політичний лідер втрачає здатність до логічного мислення, проте лишається на своїй посаді. В цьому випадку можна говорити про недієздатність лідера партії/держави.

## Приклади з Історії

### Давня Греція
Стародавні греки були одними з перших, хто сформулював ідею геронтократії; як знаменито заявив Платон, «старший має правити, а молодший підкорятися».. Однак подібні переконання не є унікальними для Стародавньої Греції, оскільки багато культур і сьогодні підтримують такий спосіб мислення.

### Геронтократія в Радянському Союзі
У Радянському Союзі геронтократія все більше закріплювалася, починаючи з 1970-х років, принаймні до березня 1985 р., коли до влади прийшло більш молоде, динамічне та амбітне керівництво на чолі з Михайлом Горбачовим. Період 70-х та початку 80-х років перш за все відомий правлінням Леоніда Брежнєва, який помер у 1982 році у віці 75 років, але вже 1975 року він переніс серцевий напад, після чого в нього розпочався загальний атеросклероз, так що він був поступово втрачав дієздатність і мав проблеми з мовленням. Протягом останніх двох років правління він був по суті лише номінальним лідером.
У 1980 році середній вік членів Політбюро був 70 років (на відміну від 55 років у 1952 р.та 61 року у 1964 р.), А до 1982 р. основні високопосадовці команди Брежнєва: міністр закордонних справ Андрій Громико, міністр оборони Дмитро Устінов та прем'єр-міністр Микола Тихонов були старше за 70 років. 68-річний наступник Брежнєва Юрій Андропов мав серйозну хворобу нирок під час приходу до влади. Після його смерті через п'ятнадцять місяців, його змінив тоді 72-річний Костянтин Черненко, який правив ще тринадцять місяців до його смерті та заміни Горбачовим. Черненко став третім радянським лідером, який загинув менш ніж за три роки.

### В інших соціалістичних країнах
Інші соціалістичні країни з лідерами 70-ти чи 80-ти років у кінці XX століття включали Албанію (першому секретарю Енверу Ходжі було 76 років на час смерті), Болгарію (Генеральному секретарю Тодору Живкову було 78 років на момент відставки), Чехословаччину (президенту Ґуставу Гусаку було 76 років на час відставки), Китай (Мао Цзедуну було 82 роки на час смерті), Східну Німеччину (Генеральному секретарю та главі держави Еріху Гонекеру було 77 років, на момент відсторонення від влади), Угорщину (Генеральному секретарю Яношу Кадару було 75 років на момент відсторонення), Лаосу (Президенту Нухаку Фомсавану було 83 роки на час виходу на пенсію), Північну Корею (верховному лідеру Кім Ір Сену було 82 роки на момент смерті), Румунію (Генеральному секретарю Ніколае Чаушеску був 71 рік, коли його вбили), В'єтнам (президенту Чионгу Тінь було 80 років на момент виходу на пенсію), Югославію (президент і маршалл Йосип Броз Тіто помер у 87 років). На субнаціональному рівні голові партії Грузії Василю Мжаванадзе було 70 років, на час відходу на пенсію, а його колезі з Литви Антанасу Снєчкусу — 71 рік на час смерті.
У наш час Кубу характеризують як геронтократію: «Хоча серед населення зараз переважають чорношкірі та мулати молодого віку, її правителі переважно складаються з білих людей старого віку».